# Emma Hayes
Emma Hayes, né le 18 octobre 1976 à Londres, est une entraîneuse anglaise de football.

## Biographie
Originaire de Camden, Londres, Emma Hayes étudie à l'Université de Liverpool Hope et en sort diplômée en 1999. Elle est d'abord l'agente des Long Island Lady Riders (en) entre 2001 et 2003, puis entraîneuse de l'équipe féminine de football du Iona College de New Rochelle entre 2003 et 2006. Elle revient ensuite en Angleterre pour être adjointe de l'entraîneur d'Arsenal Ladies entre 2006 et 2008.
Après avoir coaché les Red Stars de Chicago de 2008 à 2010, Hayes décroche le poste d'entraîneuse de Chelsea Women en août 2012, en remplacement de Matt Beard (en). Simple « équipe amateur » à cette époque-là, elle participe à la professionnalisation du club dans les années suivantes.
Elle est nommée membre de l'Ordre de l'Empire britannique (MBE) en 2016 pour ses services rendus au football.

## Palmarès
Chelsea FC Women
- FA Women's Super League (4) : 2015, Printemps 2017, 2017-2018, 2019-2020
- Women's FA Cup (2) : 2014-2015, 2017-2018
- FA Women's League Cup (1) : 2019-2020
- Women's FA Community Shield (1) : 2020